# Neue Kadampa-Tradition
Die Neue Kadampa-Tradition (NKT) ist eine anerkannte gemeinnützige Einrichtung und eine weltweite buddhistische Organisation, die 1991 von Geshe Kelsang Gyatso in England gegründet wurde. Im Jahre 2003 wurden die Worte „International Kadampa Buddhist Union“ dem Namen hinzugefügt. Seitdem ist sie unter dem Namen Neue Kadampa-Tradition – International Kadampa Buddhist Union (NKT-IKBU) bekannt.
Die Organisation der Neuen Kadampa-Tradition folgt dem Internen Reglement der Neuen Kadampa-Tradition -International Kadampa Buddhist Union. Dieses Reglement beinhaltet eine Vielzahl von Richtlinien und Prüfungen bezüglich Verhalten, Wahl und Absetzung des Managements, der Lehrer und der Spirituellen Leiter und ist rechtlich bindend.
Das NKT-IKBU-Signet illustriert diesen spirituellen Pfad:
Die Reinheit des weißen Schneeberges symbolisiert den reinen Geist von Entsagung.
Die Wolken symbolisieren die liebende Güte und den Erleuchtungsgeist Bodhichitta, die vom Herzen Maitreyas kommen.
Die Sonne repräsentiert die Weisheit, die die endgültige Wahrheit realisiert.
Dies sind die drei prinzipiellen Aspekte des Pfades, die durch das Studium und die Praxis von Lamrim und Lojong entstehen.
Die beiden Linien, die die Worte „Kadampa-Buddhismus“ einschließen, symbolisieren die Erzeugungs- und Vollendungsstufe des Geheimen Mantras, die im Vajrayana-Mahamudra enthalten sind.

## Gründer und Entstehungsgeschichte
Der Gründer der Neuen Kadampa-Tradition ist Geshe Kelsang Gyatso. Er ist ein tibetischer Lehrer, buddhistischer Mönch und Gelehrter, der am Gelugpa-Kloster Sera studierte. Lama Thubten Yeshe und Lama Thubten Zopa Rinpoche, zwei Gelug-Tulku, besuchten ihn 1976 in Mussourie, Indien, wo er ein 16-jähriges Meditationsretreat ausführte, und luden Geshe Kelsang nach England ein. Nachdem ihn sein spiritueller Meister Trijang Rinpoche gebeten hatte, nahm Geshe Kelsang die Einladung an.
Geshe Kelsang unterrichtete das Allgemeine Programm am Manjushri Institute von 1977 bis 1987. Anschließend führte er von 1987 bis 1990 ein Drei-Jahres-Retreat in Dumfries, Schottland durch und verfasste während dieser Zeit mehrere Bücher. Zusammen mit anderen Texten, die aus seinen jahrelangen, meist mehrmals täglich stattfindenden, Unterweisungen am Manjushri Institute entstanden, bilden diese Texte die Grundlage für die drei Studienprogramme der Neuen Kadampa-Tradition.
Im Anschluss an sein Retreat verkündete Geshe Kelsang im Frühjahr 1991 die Gründung der Neuen Kadampa-Tradition. Rechtlich ist sie seit 1992 ein eingetragener gemeinnütziger Verein. Später wurde die NKT um den Zusatz „International Kadampa Buddhist Union“ erweitert (NKT-IKBU) und wurde eine unabhängige, buddhistische Tradition. Aus buddhistischer Sicht kann man die Neue Kadampa-Tradition als eine Linie von spirituellen Unterweisungen und Segnungen von Lehrer zu Schüler betrachten.
Nach Ansicht der Neuen Kadampa-Tradition hat Geshe Kelsang sich in allen seinen Handlungen und Unterweisungen vollkommen auf seinen spirituellen Meister Trijang Rinpoche verlassen, der einer der bedeutendsten Lehrer der Gelugpa-Tradition war. So ist es nach ihrer Ansicht eine gültige Erkenntnis, dass die Unterweisungen, Studienprogramme und neue Präsentation der Lehren Atishas und Je Tsongkhapas, wie sie von Geshe Kelsang Gyatso übermittelt wurden, die Segnungen der Überlieferungslinie besitzen.
Die neue Präsentation der buddhistischen Lehren Je Tsongkhapas und Atishas in der Neuen Kadampa-Tradition entstand, um besonders den Bedürfnissen und Wünschen der modernen westlichen Welt gerecht zu werden.
Dass sich die NKT als Weiterführung der alten Kadampa-Tradition des Meisters Atisha betrachtet, macht sie dadurch deutlich, dass sie ihre Präsentation Kadampa-Buddhismus nennt und den Kadampa-Buddhismus mit der altehrwürdigen Kadampa-Tradition (10. Jahrhundert in Tibet) gleichstellt:
„Kadampa-Buddhismus ist eine Schule des Mahayana-Buddhismus, die von dem großen indischen buddhistischen Meister Atisha (982-1054 n. C.) gegründet wurde. … Die großen Kadampa-Lehrer sind nicht nur für ihre große Gelehrtheit bekannt, sondern auch für ihre spirituelle Praxis von unglaublicher Reinheit und Aufrichtigkeit. … Sie verbreitete sich über einen Großteil Asiens und jetzt über viele Länder der westlichen Welt. Durch die Aktivitäten und Widmungen des angesehenen buddhistischen Meisters, des Ehrwürdigen Geshe Kelsang Gyatso, hat sich der Kadampa-Buddhismus in den vergangenen Jahren in vielen Ländern verbreitet. Geshe Kelsang hat unermüdlich daran gearbeitet, den Kadampa-Buddhismus weltweit zu verbreiten, indem er ausführliche Unterweisungen gegeben, viele tiefgründige Texte über Kadampa-Buddhismus geschrieben und die Neue Kadampa-Tradition, die Internationale Vereinigung der Kadampa-Buddhisten, gegründet hat.“

## Zentren und Gruppen

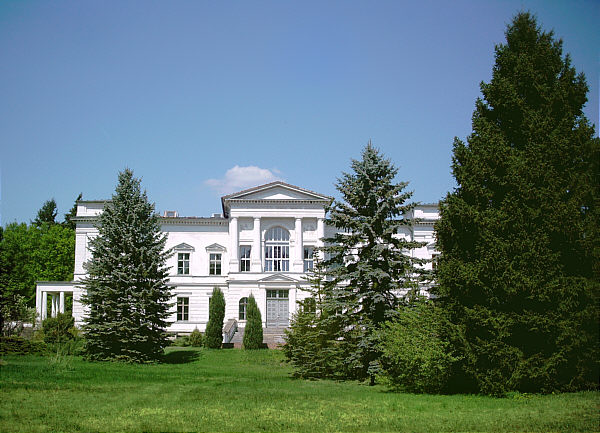
Tharpaland International Retreat Centre, Schloss Sommerswalde

Laut Angaben der NKT-IKBU gibt es weltweit derzeit mehr als 200 Zentren und ca. 900 lokale Gruppen, die sich i. d. R. wöchentlich treffen – „Zweigstellen“ (engl. branches) genannt. Schwerpunkt der Aktivitäten in 40 Ländern weltweit sind England und die USA; in Deutschland, Österreich und der Schweiz gibt es gegenwärtig 22 Zentren, die alle als eigenständige gemeinnützige Vereine registriert sind, und etwa 55 lokale Gruppen, die als „Zweigstellen“ (alternativ auch „Zweigzentren“ genannt) dieser Zentren fungieren. Ziel der Aktivitäten der Zentren und Gruppen ist es, „den buddhistischen Glauben der neuen Kadampa-Tradition öffentlich vorzustellen und insbesondere buddhistische Praxis durch Dienst an der Allgemeinheit vorzuleben.“
Es gibt verschiedene Arten von Zentren:
- Dharma-Zentren (engl. Kadampa Buddhist Centers – KBCs) bieten einführenden Vorträge, Studienprogramme und Meditationsretreats an.
- Kadampa-Meditationszentren (KMCs) bieten neben o. g. auch Großveranstaltungen wie Dharma-Feiern, Nationale Festivals und Internationale Festivals an.
- Tempel des Kadampa-Buddhismus basieren z. T. auf einer traditionellen Form, andere haben ein modernes Design.
- Internationale Retreat-Zentren (IRCs) bieten Einrichtungen für diejenigen, die kurze oder lange Retreats ausführen möchten.
- Hotel Kadampas sind von der NKT-IKBU betriebene Hotels. Sie bieten ein Nichtraucher und alkoholfreies Ambiente.

Die Zentren stehen jedermann offen.

## Tempel des Kadampa-Buddhismus

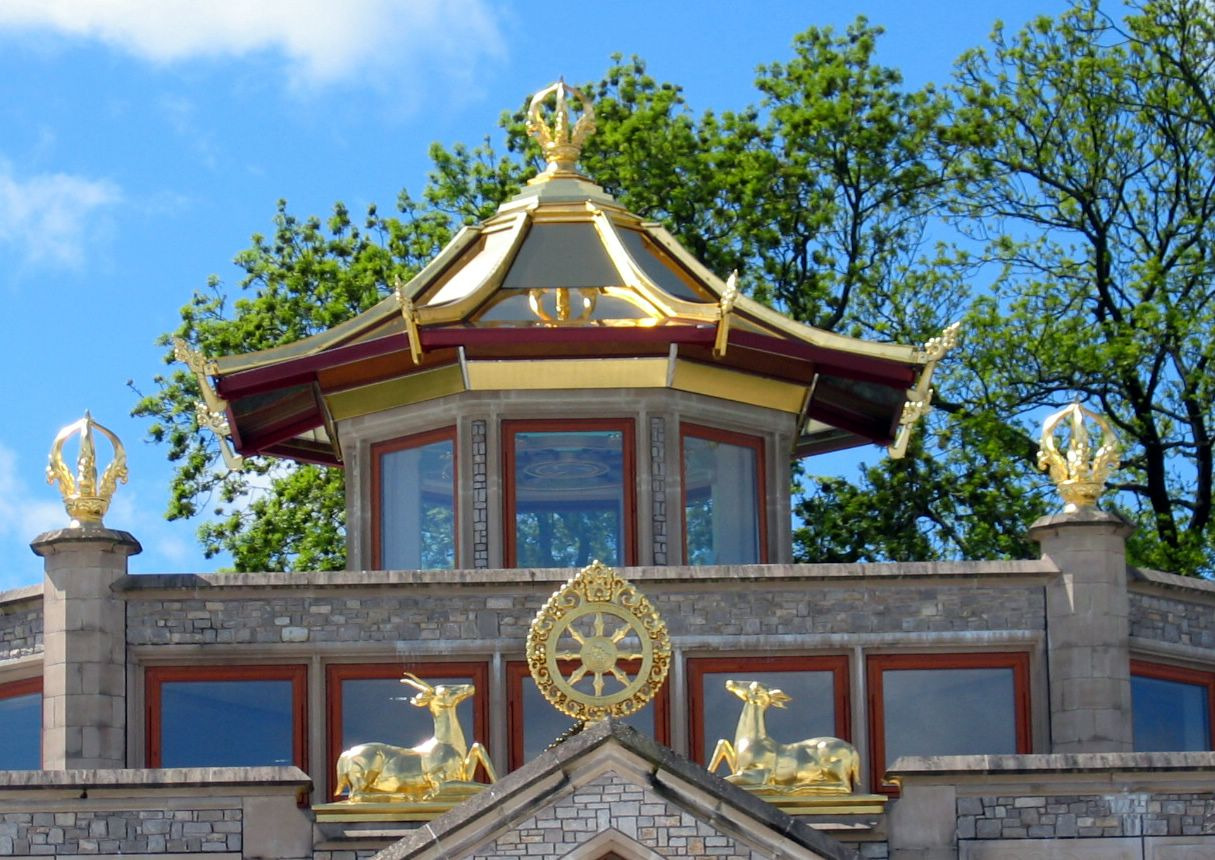
Kadampa Buddhist Tempel am Manjushri Zentrum, England

Zu den weiteren Aktivitäten der NKT gehört das Errichten von NKT-Tempeln. Diese „Tempel für den Weltfrieden“ bzw. „Tempel des Kadampa-Buddhismus“ entstanden in Großbritannien und ebenso in Kanada, den USA und Spanien. Zurzeit entstehen Tempel in Brasilien, Australien und Italien. Auch in Deutschland ist ein NKT-Tempel geplant. Das Internationale Tempelprojekt wurde von Geshe Kelsang Gyatso Mitte der 1990er Jahre gegründet. Seine Vision ist es, in jeder größeren Stadt auf der Welt einen Kadampa-Tempel des Weltfriedens zu errichten, die dem Wohl aller gewidmet sind.
„Ein Tempel des Kadampa-Buddhismus ist ein besonderer, heiliger Ort, an dem wir Segnungen und kraftvolle Eindrücke in unseren Geist empfangen können, die in Zukunft zu tiefem inneren Frieden führen. Einige davon basieren auf einer traditionellen Form und andere haben ein modernes Design. Diese Tempel sind alle dem Weltfrieden gewidmet. Der Ehrwürdige Geshe Kelsang Gyatso erklärt, dass ein Tempel im Wesentlichen ein Reines Land repräsentiert, wie den Tushita-Himmel, in dem Je Tsongkhapa verweilt, oder das Reine Land von Buddha Heruka und Vajrayogini. Schließlich wird der Tempel, durch die Kraft all der reinen Praxis und aufrichtigen Gebete, die in ihm ausgeführt wurden, und die Segnungen der heiligen Wesen ein tatsächliches Reines Land.“

## Überlieferungslinie
Gemäß der NKT sind die wichtigsten Lehrer ihrer Überlieferungslinie:
1. Buddha Shakyamuni
2. Atisha
3. Je Tsongkhapa
4. Je Pabongka Rinpoche
5. Kyabje Trijang Dorjechang
6. Geshe Kelsang Gyatso

## Lehrgrundlagen und Lehrprogramm
Die Lehre der NKT basiert auf einer Auswahl von Gelug-Lehren, die Geshe Kelsang Gyatso gemäß den Unterweisungen seines spirituellen Meisters Trijang Rinpoche überliefert hat und die in den Büchern der Neuen Kadampa-Tradition veröffentlicht sind.
Geshe Kelsang Gyatso hat drei Studienprogramme geschaffen:
- das Allgemeine Programm,
- das Grundlagenprogramm und
- das Lehrerausbildungsprogramm.

Anlässlich der Einführung dieser Studienprogramme sagte Geshe Kelsang 1990:
Gegenwärtig haben wir in unseren Zentren ein Grundlagen- und ein Lehrerausbildungsprogramm. Das ist keine neue Tradition. In der Vergangenheit gab es andere Programme, die für Dharma-Studenten ihren besonderen Umständen entsprechend zugeschnitten waren. All diese Programme beinhalteten das Studium einer bestimmten Anzahl von Texten, das Auswendiglernen bestimmter Texte, das Absolvieren von Prüfungen und ein Diplom oder Zertifikat das verliehen wurde. Die früheren Kadampa-Geshes hatten beispielsweise ein Programm, in welchem sie sechs Texte studierten. Später führte Je Tsongkhapa ein Programm ein, welches auf zehn Texten basierte und noch später führten die tibetischen Klöster wie Ganden, Sera und Drepung ein auf fünf Texten basierendes Programm ein. Ich habe dieses Programm im Sera Kloster studiert.
Das Allgemeine Programm
führt in die grundlegende buddhistische Sicht, Meditation und Handlung ein. Es wird an allen NKT-Zentren angeboten.
Das Grundlagenprogramm
umfasst die folgenden fünf Themen, die auf den Sutra-Unterweisungen von Buddha und den dazugehörigen Kommentaren des Geshe Kelsang Gyatso beruhen.
1. Die Stufen des Pfades zur Erleuchtung, beruhend auf dem Kommentar Freudvoller Weg
2. Geistesschulung, beruhend auf den Kommentaren Allumfassendes Mitgefühl und Acht Schritte zum Glück
3. Das Herz-Sutra, beruhend auf dem Kommentar Herz der Weisheit
4. Leitfaden für die Lebensweise eines Bodhisattvas, beruhend auf dem Kommentar Sinnvoll zu betrachten
5. Geistesarten, beruhend auf dem Kommentar Den Geist verstehen

Das Lehrerausbildungsprogramm
besteht aus zwölf Themen, die auf den Sutra- und Tantra-Unterweisungen von Buddha und den dazugehörenden Kommentaren des Geshe Kelsang Gyatso beruhen. Es sind die fünf Themen des Grundlagenprogrammes, sowie:
1. Leitfaden zum Mittleren Weg, beruhend auf dem Kommentar Ozean von Nektar
2. Vajrayana Mahamudra, beruhend auf dem Kommentar Das klare Licht der Glückseligkeit
3. Die moralische Disziplin des Bodhisattvas, beruhend auf dem Kommentar Das Bodhisattva-Gelübde
4. Darbringung an den Spirituellen Meister, beruhend auf den Kommentaren Große Schatzkammer der Verdienste und Mahamudra Tantra
5. Vajrayogini-Tantra, beruhend auf dem Kommentar Führer ins Dakiniland
6. Ebenen und Pfade des Geheimen Mantras, beruhend auf dem Kommentar Tantrische Ebenen und Pfade
7. Die Praxis des Heruka Körpermandalas, beruhend auf dem Kommentar Essenz des Vajrayana

Eines oder mehrere dieser Programme kann man an allen Zentren der Neuen Kadampa-Tradition studieren. Diese Programme werden in der jeweiligen Landessprache angeboten.
Die NKT betrachtet ihre Präsentationsform als der modernen westlichen Kultur angepasst und praktiziert eine Vereinigung von Sutra und Tantra.
Als Lehrer in der NKT sind ausschließlich Schüler der Neuen Kadampa-Tradition zugelassen, welche die unterrichteten Texte studiert haben, und sie sind verpflichtet, am Lehrerausbildungsprogramm teilzunehmen.

## Ordination
Die Ordinationstradition in der NKT unterscheidet sich von denen anderer buddhistischer Gruppen insofern, als sie auf den Mahayana-Sutras der Vollkommenheit der Weisheit basiert, statt auf den Vinaya-Sutras des Hinayana. Gemäß Geshe Kelsang: „Die Sutras der Vollkommenheit der Weisheit sind unsere Vinaya, und Lamrim ist der Kommentar.“ Diese Tradition basiert auf dem Ratschlag Buddhas an seinen Schüler Ananda: „Wenn es der Wunsch ist, Ananda, kann die Sangha, wenn ich fortgegangen bin, die untergeordneten und geringen Regeln abschaffen.“
Buddha hat Pratimoksha-Gelübde sowohl für Laien als auch Ordinierte gegeben und mehrere Ebenen der Ordinationsgelübde erklärt. Gemäß den Hinayana-Schulen, wie z. B. den Vaibashika, sind Ordinationsgelübde eine subtile physische Form, während sie gemäß dem Mahayana die Natur eines Entschlusses haben, was Teil des Geistes ist. Traditionellerweise wurden die unterschiedlichen Ebenen der Ordination anhand der spezifischen, abgelegten Gelübde unterschieden sowie der entsprechenden Zeremonie. In der NKT hat Geshe Kelsang eine vereinfachte Tradition der Ordination eingeführt, mit 10 Gelübden und einer einzigen Ordinationszeremonie für alle Ebenen ordinierter Praktizierender. Wenn eine Person zuerst ordiniert, empfängt sie eine Rabjung- (vorbereitende) Ordination; wenn sich ihre Entsagung verbessert und ihre Ordination vertieft, wandelt sie sich in eine Getsul- (sramanera) Ordination; und wenn ihre Entsagung spontan wird, wandelt sie sich in eine Gelong- (bikkhu) Ordination.
Die zehn Gelübde der NKT-Ordination als Mönch oder Nonne sind:
„für das ganze Leben töten, stehlen, sexuelle Tätigkeit, lügen und Drogen nehmen aufzugeben“, sowie
„Zufriedenheit zu praktizieren, das Begehren nach weltlichen Vergnügen zu vermindern, es aufgeben sinnlose Tätigkeiten auszuführen, die Zufluchtsverpflichtungen einzuhalten, und die drei Schulungen der reinen moralischen Disziplin, Konzentration und Weisheit zu praktizieren.“
Im Ordinationshandbuch sagt Geshe Kelsang:
„Die verbale Erklärung der Kadampa-Ordination ist kurz (es gibt nur zehn Verpflichtungen), aber ihre Praxis ist sehr umfangreich. Diese zehn Verpflichtungen, die ihr einzuhalten versprecht, sind eine Zusammenfassung der gesamten Lamrim-Unterweisungen. Obwohl wir eine verbale Erklärung dieser Gelübde in wenigen Stunden abschließen können, ist ihre Praxis allumfassend. Ihr solltet es so tun - wenige Worte sagen, aber immer ausführlich praktizieren“.
Ziel der Vinaya (tib. Dulwa) ist es, durch höhere moralische Disziplin den „Geist zu kontrollieren“, da dies die Grundlage für die Entwicklung reiner Konzentration (ruhiges Verweilen) und tiefgründiger Weisheit (höheres Sehen) ist. Während sich die ersten fünf Gelübde in allen Vinaya-Linien finden, stammen die zweiten fünf Gelübde aus dem Mahayana-Sutra der Vollkommenheit der Weisheit und seinen Kommentaren, wie Atishas Lamrim-Text Eine Lampe für den Pfad zur Erleuchtung. Dieser Text wiederum nimmt Bezug auf Arya Asangas Die Bodhisattva-Ebenen (Sanskrit Bodhisattvabhumi) und listet sechs „Zweige“ oder notwendige Bedingungen auf, um ruhiges Verweilen zu erlangen, einschließlich 1. Wenig Begehren, 2. Zufriedenheit, 3. Keine ablenkenden Tätigkeiten, 4. Reine moralische Disziplin, 5. Keine ablenkenden Vorstellungen.
Der Zweck einer monastischen Ordination in der buddhistischen Tradition ist es, eine moralische Disziplin zu praktizieren, die es ermöglicht, ruhiges Verweilen zu erlangen. Atisha sagt in seinem Text:
Wer die Zweige des ruhigen Verweilen vernachlässigt, wird nie Konzentration erreichen, selbst wenn er tausend Jahre lang mit großem Bemühen meditiert.
Die zweite Gruppe von fünf Gelübden der NKT-Ordination ist eine praktische Zusammenfassung der 253 Vinaya-Gelübde eines vollordinierten Mönches. Gemäß Atisha, dem Gründer der Kadam-Tradition:
Die Schulung eines Mönches sind … die zweihundertdreiundfünfzig [Regeln].
Wie Nagarjuna sagt, können diese Gelübde aber zusammengefasst werden:
Praktiziere immer höhere moralische Disziplin, höhere Konzentration und höhere Weisheit. Diese drei beinhalten in perfekter Weise alle 253 Schulungen.
Geshe Kelsang ermutigt seine Schüler, ihre Bemühungen darauf zu konzentrieren, ihre Entsagung und ihre Lebensweise eines Ordinierten zu verbessern; dann sei es nicht notwendig Getsul, oder Bikkhu-Gelübde in einer weiteren Zeremonie zu empfangen. Er erklärt, dass diese Gelübde in der heutigen Gesellschaft einfacher zu praktizieren sind.
Um die Praxis der Ordinierten in der NKT zu unterstützen, halten sie zweimal monatlich eine Sojong-Zeremonie ab, um Gelübde zu reinigen und zu erneuern. Ein Ordinierter der seine Gelübde bricht, muss das Zentrum für mindestens ein Jahr verlassen, kann danach mit einigen Auflagen zurückkehren, aber nicht unterrichten oder am Lehrerausbildungsprogramm teilnehmen.
Die Ordinierten in der NKT geben die äußeren Zeichen eines Laien auf, indem sie die Haare abschneiden und die rot-gelben Roben der Tradition Je Tsongkhapas tragen. Sie erhalten einen Ordinationsnamen, der gemäß buddhistischer Tradition, zu einem Teil aus dem Namen des Ordinationsmeisters besteht. In der NKT gab es 2008 über 700 Mönche und Nonnen.
Haben Praktizierende in der NKT den Wunsch und fühlen sie sich bereit dazu, können sich an ihren Lehrer wenden. Mit der Zustimmung des Lehrers können sie dann formal um Ordination bitten. Sie können in einem buddhistischen Zentrum wohnen, jedoch ist dies keine Bedingung für eine Ordination. Im Allgemeinen werden sie finanziell nicht von der NKT unterstützt, einige Ordinierte arbeiten Teil- oder Vollzeit, einige haben eine gesponserte Arbeit in einem Dharma-Zentrum.

## Religiöse Feiertage in der Neuen Kadampa-Tradition
In der NKT werden sowohl traditionelle buddhistische Feiertage begangen, als auch einige für die NKT spezifische. Die jährlichen Feiertage sind:
- Tag von Buddhas Erleuchtung (15. April)
- Tag der ersten Drehung des Dharma-Rades (Sanskrit: Dharmachakra) (4. Juni; 49 Tage nach Buddhas Erleuchtung)
- Buddhas Rückkehr vom Himmel (22. September)
- Je Tsongkhapa-Tag (25. Oktober)

Monatliche Feiertage:
- Tag für Tara-Puja (8. jedes Monats)
- Tsog-Tage (10. und 25. jedes Monats)
- Tag für Mahayana-Grundsätze (15. jedes Monats)
- Tag für Beschützer-Puja (29. jedes Monats)

Besondere jährliche Feiertage in der NKT:
- NKT-Tag (der erste Samstag im April)
- Internationaler Tempeltag (der erste Samstag im November)

Im Jahr 2004 wurden in der NKT die Feiertage vom tibetischen Mondkalender auf den westlichen Sonnenkalender übertragen. (z. B. wird der Tag von Buddhas Erleuchtung gemäß dem Mondkalender am 15. Tag des vierten Monats begangen, jetzt 15. April)
Der NKT-Tag erinnert an die Gründung der NKT und der Internationale Tempeltag dient dazu, an die Bedeutung der Errichtung von buddhistischen Tempeln zu erinnern.

## Wissenschaftliche Artikel
- The New Kadampa Tradition and the Continuity of Tibetan Buddhism in Transition – David N. Kay, Journal of Contemporary Religion, Vol. 12, No. 3, 1997; pp. 277–293.
- Tibetan and Zen Buddhism in Britain: Transplantation, Development and Adaptation - The New Kadampa Tradition (NKT), and the Order of Buddhist Contemplatives (OBC) – David N. Kay, London and New York, 2005, ISBN 0-415-29765-6.
- Karénina Kollmar-Paulenz: «Shugden versus pluralism and national unity». Der Shugden-Konflikt und die Rolle der Medien. In: Hubert Mohr, Jürgen Mohn (Hrsg.): Medien der Religion: Theoretische, gesellschaftliche und historische Aspekte. Pano Verlag, Zürich 2015, ISBN 978-3-290-22012-9, S. 85–110; eingeschränkte Vorschau in der Google-Buchsuche
- Carol McQuire: Realizing the Guru's Intention: Hungry Humans and Awkward Animals in a New Kadampa Tradition Community. In: Timothy Miller (Hrsg.): Spiritual and visionary communities: out to save the world. Ashgate, Farnham 2013, ISBN 978-1-4094-3902-8, S. 65–82 eingeschränkte Vorschau in der Google-Buchsuche

### Allgemeine Berichte über die NKT
- Bericht über das deutsche Kadampa Meditationszentrum, Berliner Morgenpost, 17. September 2008
- Retreat Guide from Daily Telegraph; Englisch
- Account of weekend retreat in The Guardian; Englisch
- 'Beliefs of a Kadampa Buddhist' - NKT at BBC
- BBC London zur Neuen Kadampa-Tradition (englisch)

### Unterstützer der Neuen Kadampa-Tradition
- Der Weisheitsbeschützer der Neuen Kadampa-Tradition; deutsch
- Antworten auf Verleumdungen gegen die NKT (deutsche Version)

### Kritische Artikel
- Ken Jones: „Many Bodies, One Mind“: Movements in British Buddhism (Memento vom 12. Juni 2003 im Internet Archive), Buddhist Peace Fellowship
- Colman Jones: Bitter theological infighting rocks the Dalai Lama's Moverment, just as he's winning the P.R. war for tibetan autonomy (Memento vom 29. September 2007 im Internet Archive), Now Magazine Toronto, 22. Januar 1998
- Neue Kadampa-Tradition, info-buddhismus.de